# 舒适存
舒适存（1898年—1989年），原名寿祺。湖南省平江县河东乡人。国民革命军、中華民國陸軍中将。

## 生平

### 早年執教鞭、後投筆從戎
1912年毕业于平江小学教员养成所，1916年任小学教员。1917年在长沙入伍为备补兵。后毕业于湖南讲武堂，后在湘军第三師葉開鑫的第五旅劉重威的第二團林拔萃的第一營第二連当排长、连长。该师追随吴佩孚、赵恒惕，是北伐战争湖南战场的北洋系主力。1927年春该师在安徽潜江县改编为国民革命军第四十四军，投靠北伐军进攻正阳关，时任团附。该军在武昌被桂系解散后，回到平江县老家，正遇到彭德怀发动平江起义。

### 加入中共紅八軍、轉投國軍
1927年经旧部金兆骏介绍赴郑州任第五路军（唐生智）第五十三师（廖磊）之凌圭庵旅之主任参谋，旋即移驻洛阳。1929年蒋唐战争，该部战败，从河南漯河回长沙。1930年彭德怀的红三军团攻占长沙，在长沙市青石街平江商号被颈系红巾的平江县赤卫队所捕，行至南门大街，遇前五十三师特务连长唐某此时为红军团长，被带至团部，加入红军，任红八军参谋。
1932年秋红三军团司令部作战科长舒适承该部从江西黎川要南下进攻樟树桥即将行军之机，西走南丰至李云杰师部，旋被派车送至南昌行营，蒋介石召见温语慰勉，改名为舒适存，被委任南昌行营少将参议。后任撫河剿匪總指揮部（总指挥陈诚）連絡參謀。1934年南昌行營參謀長賀國光和陈诚签保，考入陆军大学特别班第二期。1937年秋毕业后，第十集團軍總司令劉建緒邀往衢州供職，到未數日改任驻保定的第2师参谋长，师长郑洞国。

### 抗日戰爭
1937年9月24日中午，日军第6师团攻入保定城内，逐渐扩张占领区，第2师第6旅旅长赵公武被迫向东南方向后退。情况万分危机，第2师参谋长舒适存建议：“现在或是死战殉城，或是乘机自动撤退，以全实力，请两位师长（郑洞国和第47师裴昌会）速做决断！”郑洞国说：“我们并未奉死守到底的命令，况现已抵抗二昼夜，孤军难支，应撤出保定以保全部队，将来若有问题由我承担。”裴昌会也同意。后随第2师参加台儿庄会战。1939年春追随郑洞国，任駐零陵的荣誉第1师副师长兼参谋长，参加昆仑关之战，指挥夜袭罗塘高地。崑崙關戰後，師長鄭洞國升任第八軍軍長，舒适存升任榮譽第一師師長，屬第八軍，官兵傷亡過半，撥補一批新兵，係由邵陽、湘鄉、寧鄉等縣徵調而來，未經訓練，卽奉命由柳州經衡陽、常德徒步赴松滋待命，這些新兵在行軍途中，都陸續向左轉逃回家中，所剩無幾。1940年宜昌失守，江防司令郭懺及軍師長受處分者共20人，舒适存也在撤職查辦之列，押送重慶，以擅離配置地罪名，姑念崑崙關作戰有功，減處有期徒刑五年，送土橋監獄執行，但迅卽“調服軍役”，於入獄第三天卽被釋到鄂西的第八軍報到。正值要反攻宜昌，第八軍參謀長潘華國正在恩施的第六战区总部開會，郑洞国让舒适存暂代军参谋长。战后受命主持第八軍幹部訓練，輪流調訓排長以上各級幹部，每期時間僅十四天。
1943年春，奉命免除刑役，調任駐印军新編第一軍參謀長，军长郑洞国。春节时由王家廠第八军军部起程，至三斗坪乘船前往重慶，飞赴汀江，次日續飛蘭溪机场降落，改乘汽車至兰姆伽營地，着手組織軍部。兼任驻印军在印度兰姆伽的战车训练所少将主任，培训了7个战车营。1943年底开战后不再兼职战车训练所。1944年5月组建新六军时为首任中将副军长，反攻缅北。史迪威在中國戰區任職期間，認為中國的兵是好的，軍官是低能的，愈高愈低能；舒适存認為国民革命军的軍官在抗戰初期的作風，辦事頗有官僚氣，不免流於空疏。郑洞国在其回忆录《我的戎马生涯》中提到“当时军中具体事物多由潘华国、舒适存等人主持。潘、舒二人有胆有识，作风干练，均为实干人才”。緬戰結束後，由孟拱率新六軍汽車三百餘輛，開回昆明。 

### 戰後接收
抗日战争胜利后，任新六军副军长。1945年8月23日，中国陆军总司令何應欽在湖南芷江召见今井武夫，萧毅肃、冷欣、蔡文治、廖耀湘、舒适存、钮先铭等陪同召见。8月27日，新六军空运南京开始受降。舒适存率领新六军一連步兵，通訊兵一組及少數幕僚飞赴南京，舒本人随同中国陆军总司令部副参谋长、前进指挥所主任冷欣乘坐的第七架飞机抵南京，作为新六军的代表参加了冷欣在南京受降的各项活动，并负责签降典礼的筹备、新六军飞抵南京后的部署和运转等工作。9月8日何應欽乘“美龄”号传记抵南京，听取了舒适存关于“九九”签降典礼有关程序和工作安排的报告。9月9日8时52分，何應欽在舒适存陪同下补入受降大厅，由舒适存引导走到受降席站定。南京日僑集中完畢後，舒适存奉命帶一連兵力至鎮江接受日軍第3师团繳械，師團長辰巳栄一將其所佩軍刀獻出。舒适存回忆：「有人說『接收』就是『刼收』。我是一無所取，只有這把軍刀。」
1945年圣诞夜，从上海飞赴天津，接洽新六军从上海船运葫芦岛的禦寒被服。旋飛錦州的东北保安司令长官部（司令長官杜聿明，參謀長趙家驤）商洽登陸集結諸事宜。新六军部队陸續到達辽西后，又奉派進至溝幫子，指揮盤山、遼中、新民、法庫、黑山地區之作戰。1946年3月在溝幫子奉派指揮胡家驥第88师、李則芬第5師渡辽河、太子河，进攻營口、牛莊、海城各地，與營口、鞍山的占领部队取得聯絡。又率陳林達第195师及羅友倫第207師，攻略西安、東豐、海龍各縣，爾後進駐永吉，任东北保安司令长官部前進指揮。1947年9月升任第九兵團（司令官廖耀湘）中將副司令官，晉授三等雲麾勳章，駐長春。

### 第二次國共內戰期間
1948年夏东北剿总锦州指挥所主任范汉杰电请总司令卫立煌和蒋介石，将沈阳各军中缺额最多的师的士兵补充入该军其他各师，而将各级干部由沈阳空运锦州、山海关地区，补入关内运来的新兵，以该师原番号整训部队，以稳固锦州和辽西走廊的防务。东北剿总下辖的陸軍第七訓練處由卫立煌兼处长，舒适存兼副处长、代处长，调锦州负责主持督训新编部队。调来新六军暂编第62师刘梓皋部驻锦西、第四十九军第26师张越群部驻山海关；第五十二军暂编第54师黄建镛部驻兴城后调塔山；第七十一军第88师黄文徽部驻松山、高桥等。这些部队后编组为新五军、新八军，参加了辽沈战役的锦州之战。

#### 徐蚌會戰
1948年杜聿明担任徐州剿总副总司令，舒适存受邀任第二兵團副司令官兼徐州剿总前进指挥部参谋长，文强任副参谋长负责人事、司法和后勤。杜聿明告诉文强：「参谋长舒适存原是中共的人，南京和杜都信不过，要文强负责司令部工作享受参谋长待遇」。1948年12月16日黄维兵团覆灭的消息传来后，17日杜聿明派参谋长舒适存乘小飞机从陈官庄起飞去南京。蒋介石于12月18日密令刘峙将蚌埠的主力转移到长江以南：“54军、66军、39军即开南京集结，归汤恩伯指挥，从速完成江防准备，28军即控制滁县、浦口间地区，立即完成桥头阵地。52军之两个师着即日开武进、镇江间归建。”12月19日下午舒适存和空军董明德乘飞机降落到陈官庄，带来蒋介石的亲笔信。信中说：现在华北、华中、西北所有部队都被共军牵制，无法抽调；目前唯一办法就是在空军掩护下集中力量突围。这次突围，将由空军投掷催泪性37式化学抛射弹掩护，具体方法与董明德商量。杜聿明同意该方案，但对突围信心不足，与邱清泉等商量了三个方案，写信请蒋介石决定：1、必要时放弃、西安，集中力量与共军决战，这是上策；2、各兵团持久固守，争取和谈，这是中策；3、如果突围，绝对达不到希望是下策。杜聿明派参谋长舒适存再次飞往南京，不料连日风雪大作，飞机无法起飞，一耽搁就到了12月29日舒适存、童明德飞南京。次日蒋介石来电说：“听说吾弟身体有病，如果属实，日内派机接弟回京治疗。”杜聿明复电蒋介石说：“生虽有疾在身，行动维艰，但不忍抛弃数十万忠勇将士而只身撤走。请钧座决定上策，生一息尚存，誓为钧座效忠到底。”1月3日，杜聿明接到蒋介石的电令：“照第三案实行，自5日起投足三日粮弹。”1949年1月9日徐州杜总部参谋长舒适存接受中央社采访时称：杜部与邱李孙三兵团与“匪”陈毅部对峙逾月，“虽补给困难，气候恶劣，而国军士气极为旺盛。…有时仅得薄粥一餐，以官兵同甘苦，且弹药补充无缺，斗志始终坚强。”反观“匪”方，“衣单被薄，粮食供应不继，见国军时获空投补给，每日携械向我投诚，数以百计。”

### 應孫立人邀請赴台
1949年1月，派為國防部中将部員，到長沙綏靖公署服務。由于程潜态度冷淡，遂应张耀明邀请任南京卫戍总司令部副总司令（总司令张耀明）。1949年5月应孙立人邀请从上海飞台任“陆军训练副总司令”。1949年9月任台湾防卫司令部副司令兼参谋长，旋卽辭去參謀長兼職。1950年3月20日任台湾防卫总司令部副总司令。1952年任“国防部战略计划委员会委员”。1959年退为備役。任台湾电力公司顾问。1967年除役。

### 退役後
1966－1977年在世界新聞專科學校兼任国文教授，擔任三年制專科第二學年的國文課程，第一學期授左氏春秋，第二學期授史記，每週授課八小時。著有《横秋杂缀》诗集。1978年台湾编印出版《廖耀湘将军逝世十周年纪念专辑》，舒适存称廖耀湘“被俘不屈死”。1987年7月15日台湾解除戒严。政治气候转暖，舒适存为首的十位将军发起组织了“印缅远征军联谊会”，为孙立人平反而努力奔走。

## 家人
刘峙外孙刘伟超与舒适存之女舒瑞可结婚，1970年代赴美留学定居。